# Santissime Stimmate di San Francesco
Santissime Stimmate di San Francesco ou Igreja dos Santíssimos Estigmas de São Francisco é uma igreja no rione Pigna de Roma, Itália. A igreja está na Via dei Cestari, perto da esquina com o Corso Vittorio Emanuele II e do outro lado da rua, na diagonal, do Largo di Torre Argentina.
Uma primeira igreja foi construída no mesmo local em 1297 no local e chamava-se "Santissime Quaranta Martiri de Calcarario". Em 1597, o terreno foi dado pelo papa Clemente VIII para a "Confraternità delle Ss.Stimmate" e as obras de um novo edifício, projetado por Giovanni Battista Contini e dedicado aos estigmas de São Francisco de Assis, só terminaria em 1714.

## Arte e arquitetura
A fachada foi projetada por Antonio Canevari e lembra o estilo de Pietro da Cortona. No nicho central formado pelo tímpano interrompido está uma estátua de São Francisco olhando para o alto enquanto recebe seus estigmas. No interior, o teto está decorado com um afresco da "Glória de São Francisco", de Luigi Garzi. A primeira capela à direita abriga uma "Flagelação", de Marco Benefial, e sua cúpula está decorada por afrescos de Giovanni Odazzi. A peça-de-altar do altar-mor é "São Francisco Estigmatizado" (1719), de Francesco Trevisani. Na primeira capela à esquerda está um "Quarenta Santos Mártires", de Giacinto Brandi, autor de outro "São Francisco Estigmatizado" na Sala dos Estigmas.

## Galeria

Imagens da igreja
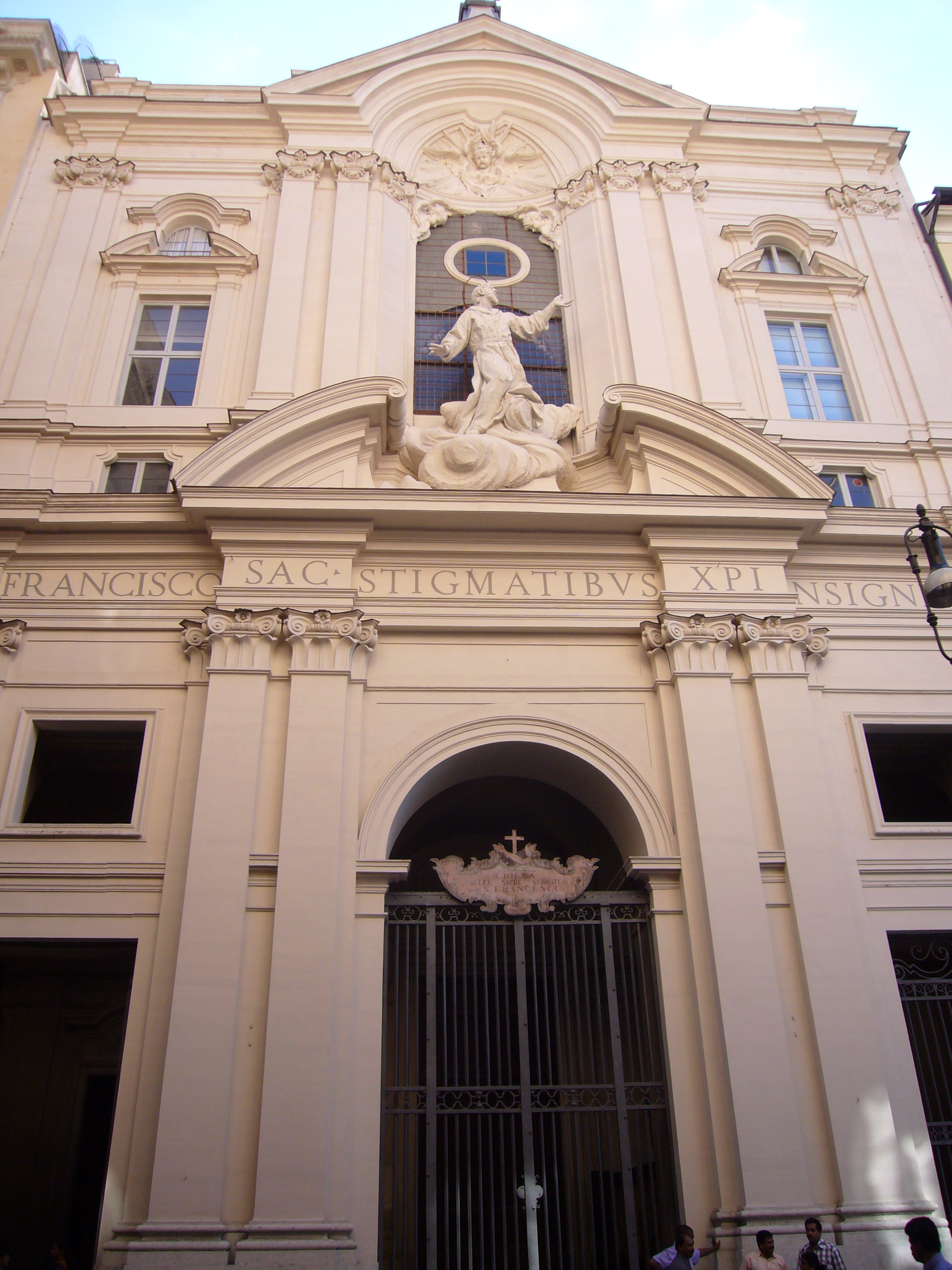
Fachada com a estátua de São Francisco
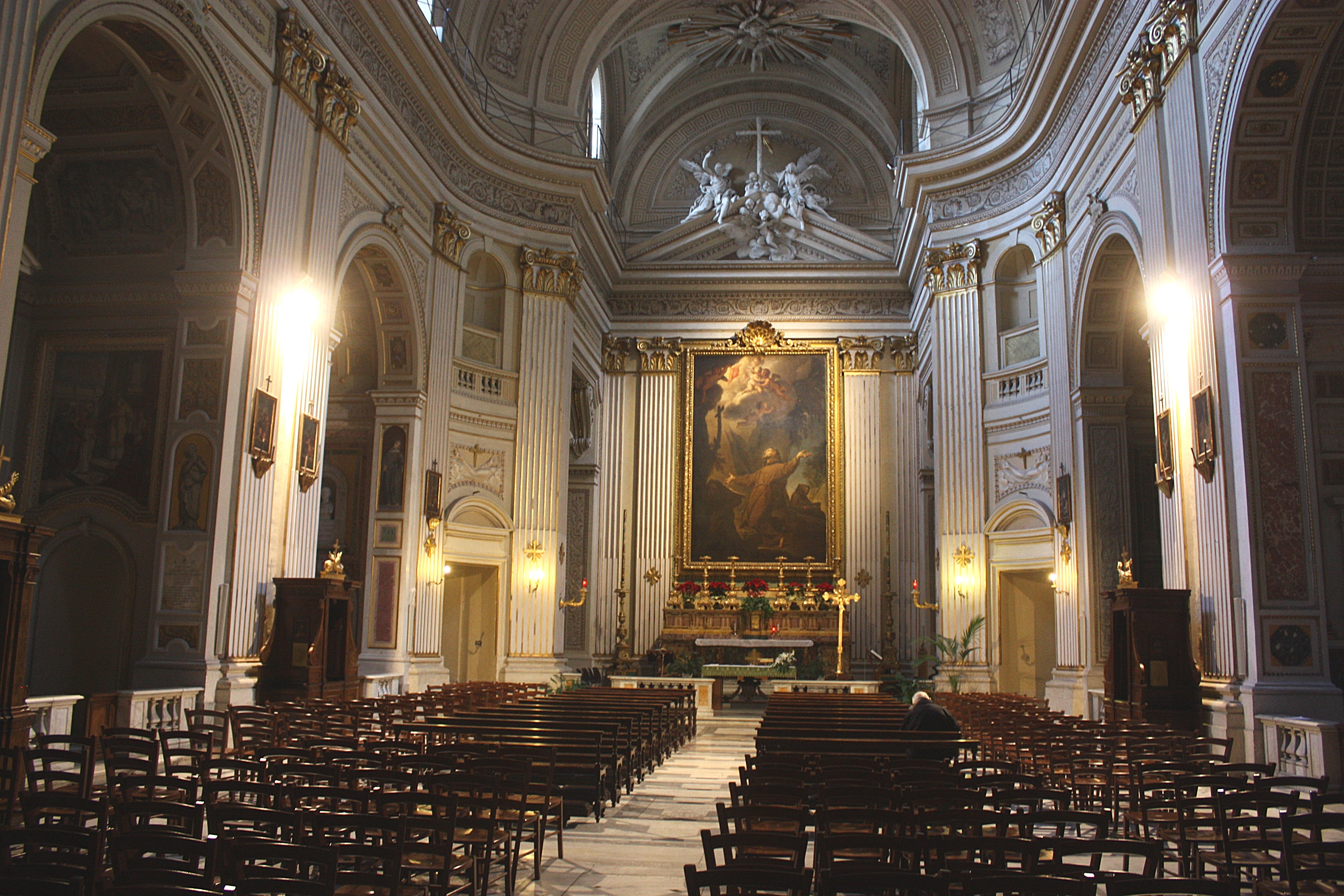
Vista do interior
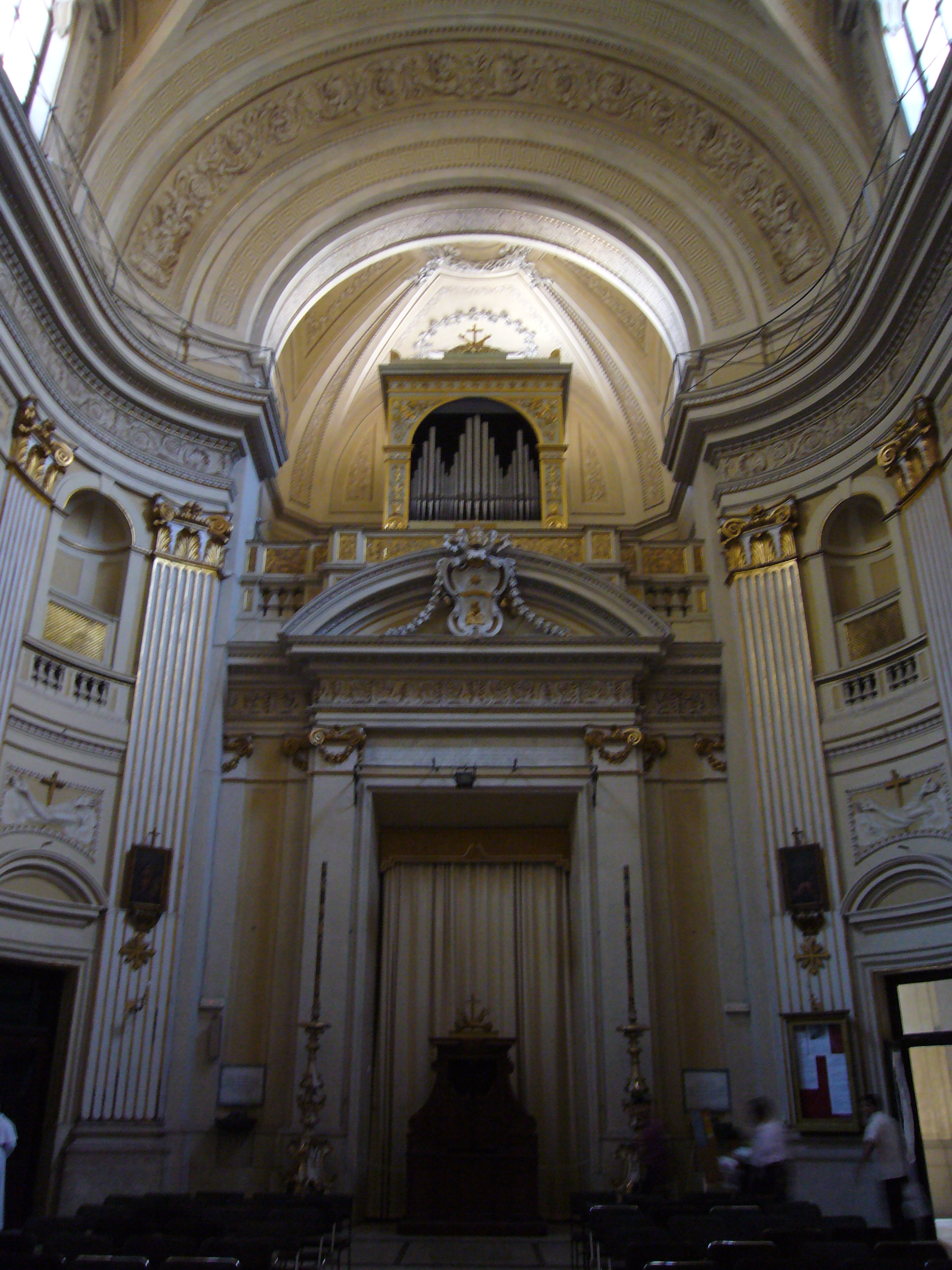
Contra-fachada
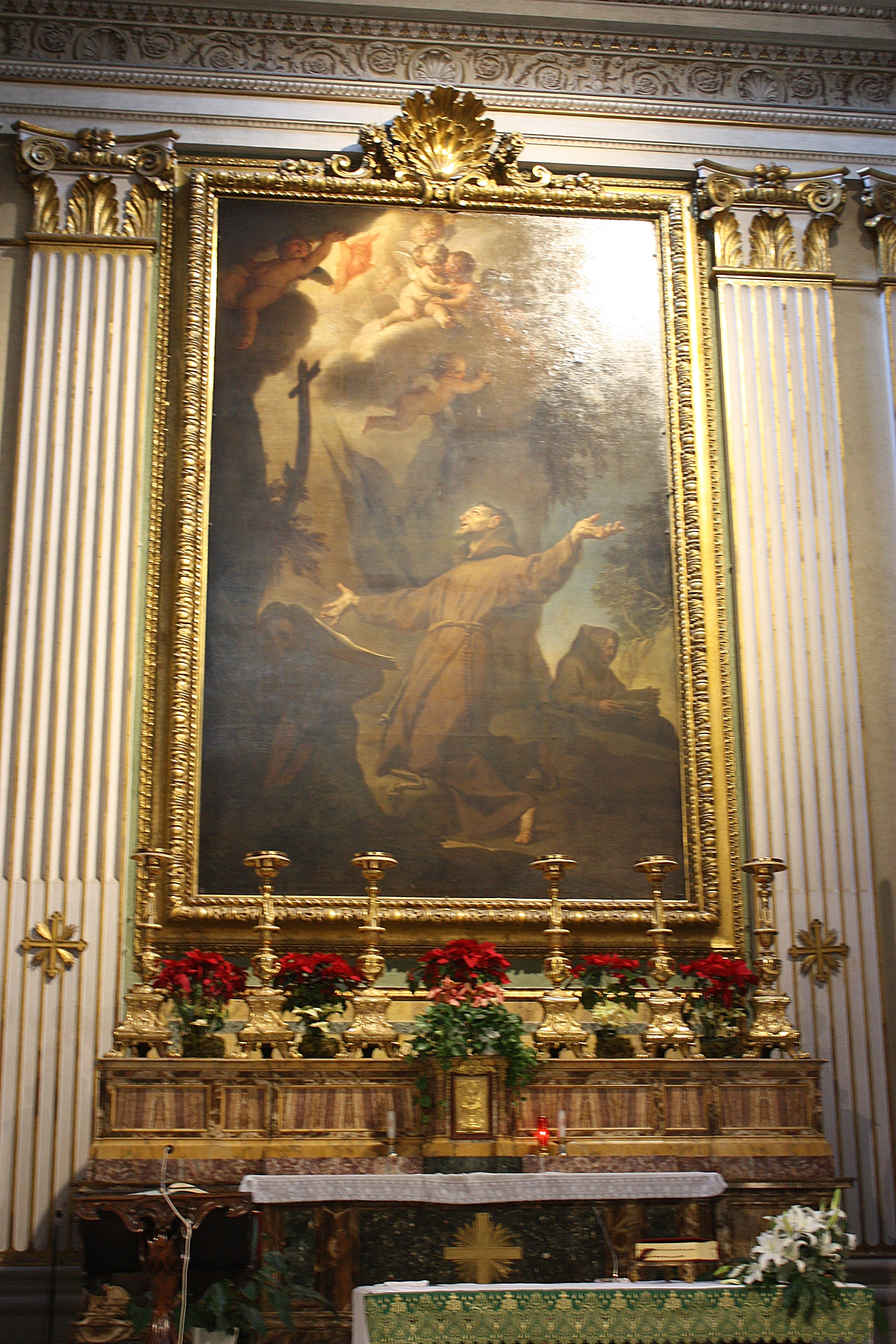
Altar-mor e "São Francisco Estigmatizado", de Francesco Trevisani